# Оськинское сельское поселение (Воронежская область)
Оськинское сельское поселение — муниципальное образование в Хохольском районе Воронежской области России.
Административный центр и единственный населённый пункт — село Оськино.

## География
Расположен в северо-западной части Воронежской области, в лесостепной зоне, в пределах Среднерусской возвышенности.
Площадь сельсовета 58,50 км2. По территории сельсовета проходит автодорога 20Н-6-31. Расположен на юге Хохольского района в 40 км от районного центра.

## Административное деление
В состав поселения входит один населённый пункт — село Оськино.

## Население
По данным на 2010 год в сельсовете проживало ↗684 человек.
| 2010 | 2012 | 2013 | 2014 | 2015 | 2016 | 2017 |
| ---- | ---- | ---- | ---- | ---- | ---- | ---- |
| 709  | ↗711 | ↗717 | ↘689 | ↘688 | ↘669 | ↗682 |
| 2018 |      |      |      |      |      |      |
| ↗684 |      |      |      |      |      |      |

## Достопримечательности
- Церковь Параскевы Пятницы